# Trichocladium asperum
Trichocladium asperum är en svampart som beskrevs av Harz 1871. Trichocladium asperum ingår i släktet Trichocladium och familjen Chaetomiaceae.   Inga underarter finns listade i Catalogue of Life.